# Melbourne Challenger 2013
Il Melbourne Challenger 2013 è stato un torneo di tennis facente parte della categoria ATP Challenger Tour nell'ambito dell'ATP Challenger Tour 2013. È stata l'edizione del torneo che si è giocata a Melbourne in Australia dal 21 al 27 ottobre 2013 su campi in cemento e aveva un montepremi di €50,000.

## Partecipanti singolare

### Teste di serie
| Nazionalità | Giocatore       | Ranking* | Testa di serie |
| ----------- | --------------- | -------- | -------------- |
| Australia   | Matthew Ebden   | 110      | 1              |
| Francia     | Stéphane Robert | 118      | 2              |
| Stati Uniti | Bradley Klahn   | 130      | 3              |
| Giappone    | Yūichi Sugita   | 144      | 4              |
| Australia   | James Duckworth | 147      | 5              |
| Giappone    | Tatsuma Itō     | 171      | 6              |
| Australia   | Nick Kyrgios    | 180      | 7              |
| Regno Unito | James Ward      | 183      | 8              |

- Ranking al 14 ottobre 2013.

### Altri partecipanti
Giocatori che hanno ricevuto una wild card:
- Thanasi Kokkinakis
- Luke Saville
- Jordan Thompson
- Andrew Whittington

Giocatori che sono passati dalle qualificazioni:
- Maverick Banes
- Blake Mott
- Kento Takeuchi
- James Lemke

## Vincitori

### Singolare
Matthew Ebden ha battuto in finale  Tatsuma Itō con il punteggio di 6–3, 5–7, 6–3

### Doppio
Thanasi Kokkinakis /  Benjamin Mitchell hanno battuto in finale  Alex Bolt /  Andrew Whittington con il punteggio di 6–3, 6–2